# Filmski festival Sundance
Filmski festival Sundance je mednarodni festival neodvisnega filma, ki se odvija letno v Park Cityju in Salt Lake Cityju v zvezni državi Utah v ZDA. 

## Zgodovina
Festival je bil ustanovljen leta 1978 pod imenom »Utah/US Film Festival« ter z namenom privabiti več filmskih ustvarjalcev v Utah. Prvotno je bil festival mišljen kot prizorišče retrospektiv in okroglih miz na temo filma. Toda že takrat so predvajali filme, ki so nastali izven hollywoodskega študijskega sistema. 
Predvsem Robert Redford je poskrbel za široko promocijo festivala, ko je kot domačin postal njegov direktor. Drugi pomemben faktor pa je bil tudi nov termin za festival. S septembra so ga premaknili v januar. Tako so lahko atribute turistično zanimive pokrajine združili z zanimivim filmskim programom. 
Vodenje festivala je leta 1985 prevzel Inštitut Sundance. Tako se je leta 1991 tudi festival preimenoval v Filmski festival Sundance. 
Mnogo neodvisnih filmskih ustvarjalcev se je prvič predstavilo na Sundanceu: Kevin Smith, Robert Rodriguez, Quentin Tarantino, James Wan, Jim Jarmusch in drugi. 
Festival pa je pomagal k prodoru na komercialni trg tudi posameznim filmom, recimo: Saw, Blair Witch Project, El Mariachi, Clerks, Seks, laži in videotrakovi, Napoleon Dynamite, American Splendor ali Super Size Me.